# Kloster Grimmenstein
Das Kloster Grimmenstein bildet eine Exklave des Kantons Appenzell Innerrhoden (Schweiz) innerhalb des Gemeindegebiets von Walzenhausen (Kanton Appenzell Ausserrhoden). 

## Geschichte
Das heute noch 16 Nonnen beherbergende Kapuzinerinnenkloster wurde 1378 ursprünglich als Beginengemeinschaft gegründet. Zum Wirkungsort von Kapuzinerinnen wurde Grimmenstein erst nach der Pfanneregger Reform (1589–1591). Damals wurden Kapuziner in die Schweiz gesandt, um die Erneuerung des katholischen Glaubens zu unterstützen. Die Gebäude fielen mehrmals Bränden zum Opfer. Das heutige Aussehen der Klosteranlage geht daher auf die Jahre 1724–1726 zurück.

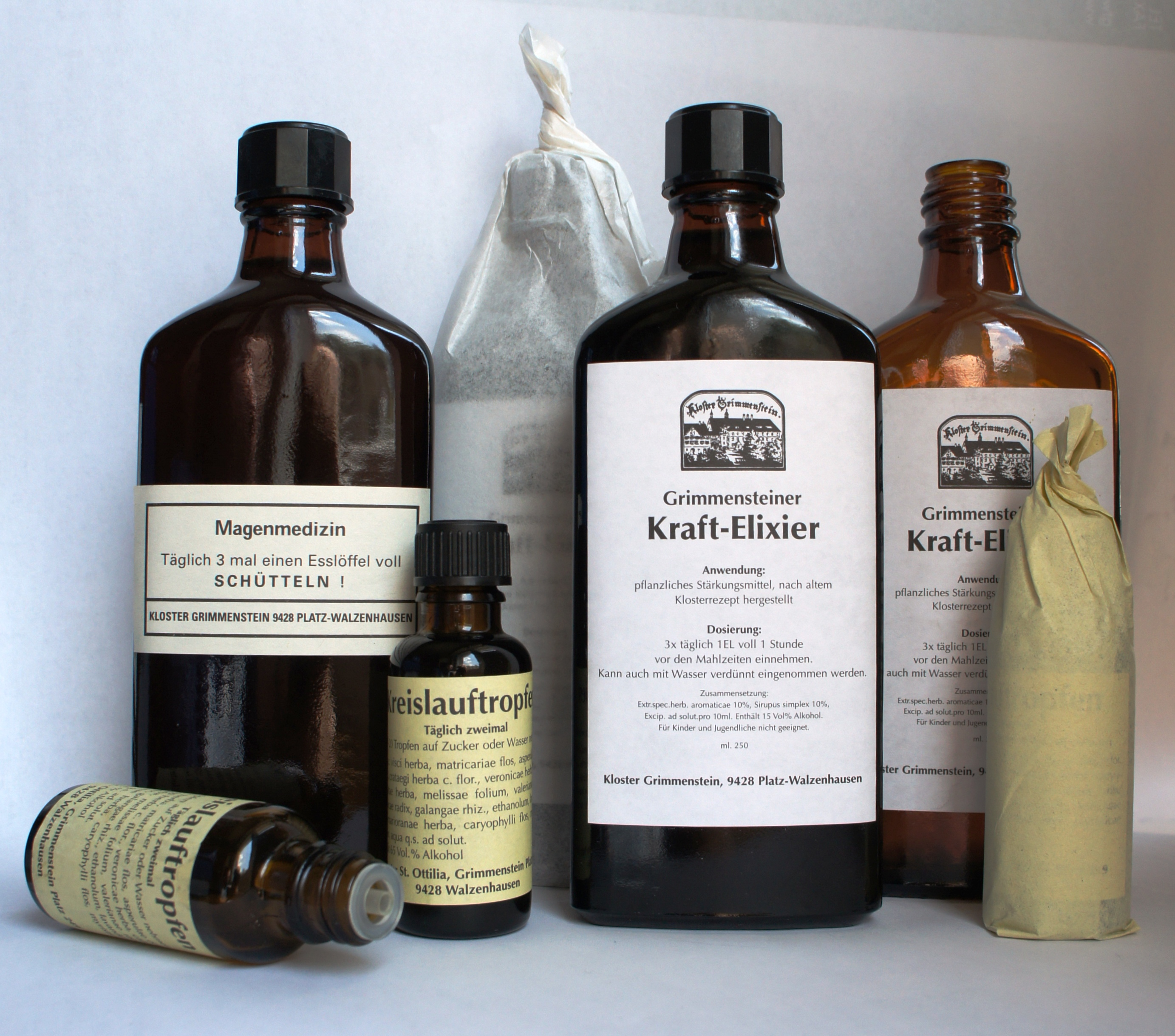
Naturheilprodukte aus dem Klosterladen

Nach der 1597 erfolgten Trennung von Appenzell in einen katholischen und einen reformierten Landesteil war die territoriale Zugehörigkeit von Grimmenstein lange umstritten. Sie wurde zwischen den Kantonen Appenzell Ausserrhoden und Innerrhoden erst 1870 durch einen Bundesbeschluss festgelegt. Die Kirche und das eigentliche Klostergebäude gingen dabei an Innerrhoden, das Beichtigerhaus und die Gebiete ausserhalb der Klostermauern an Ausserrhoden. Offiziell gehört das Gebiet des eigentlichen Klosters zum Bezirk Oberegg.
Heute dient die Klosterkirche St. Ottilia auch den Katholiken von Walzenhausen als Pfarrkirche. Die Klosterfrauen verrichten darin für die Pfarrei den Mesmer- und Organistendienst. Neben den spirituellen Tätigkeiten widmen sich die Kapuzinerinnen dem Klostergarten und der Verarbeitung der gepflanzten Kräuter und Heilpflanzen. Diese verarbeiten die Schwestern zu Naturheilprodukten, die sie im Klosterladen verkaufen.
Eine weitere Innerrhoder Exklave im Kanton Appenzell Ausserrhoden ist das Kloster Wonnenstein.